# Musée national d'Art moderne
Musée national d'Art moderne er en del af Centre Georges Pompidou i Paris. Denne del af centrets aktiviteter strækker sig over to etager med et samlet areal på 14.000 m2 og har en samling på cirka 110.000 værker, hvoraf kun en brøkdel kan udstilles ad gangen.
Museet åbnede i 1947 i Palais de Tokyo. Det begyndte med donationer fra kunstnere og private samlere. Samlingen er vokset støt siden da, både gennem donationer og egne erhvervelser. Det flyttede til Centre Pompidou i 1977. Starck, Nouvel og Perrault er ansvarlige for arkitekturen og designet.
Samlingen er den næststørste i verden, efter Museum of Modern Art. Udstillingen revideres generelt hvert andet år. Der præsenteres også midlertidige udstillinger.